# Igor Iwanowitsch Manko

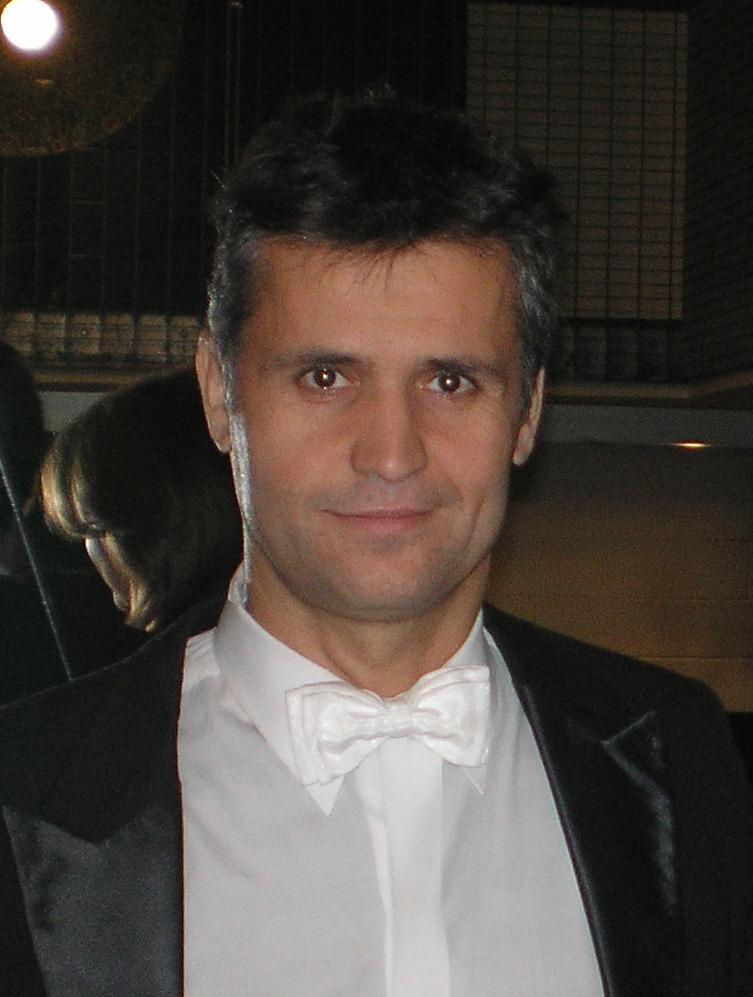
Igor Manko

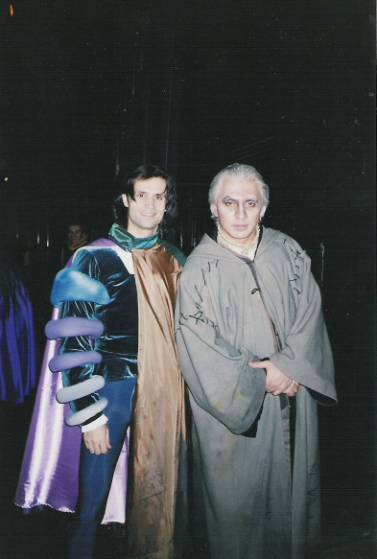
Igor Manko und Dmitri Chworostowski in der Oper "Rigoletto" im Theater "Neue Oper (Moskau)"

Igor Iwanowitsch Manko (russisch Игорь Иванович Манько; * 11. Juni 1963 in Krasnodar) ist ein sowjetischer und russischer Chorleiter.

## Leben
Er verbrachte seine Kindheit im Dorf Sewerskaja. Mit 7 Jahren begann er Musik zu machen in einer Klavier-Klasse in einer Musikschule. Im Alter von 12 Jahren begann seine Konzerttätigkeit mit dem Kinderchor. Mit dem Kinderchor trat er in Konzerten und Festivals, ferner im regionalen TV auf. Nach Abschluss der Musikschule in Sewerskaja besuchte er 1979 bis 1983 in Krasnodar eine Musikhochschule, wo er die Klasse Chorleitung absolvierte. Nach seinem Wehrdienst in der Armee ging er 1985 ans staatliche Moskauer P.-I.-Tschaikowski-Konservatorium. Dort schrieb er sich in das Fach Chorleitung bei Ljudmila Wladimirowna Jermakova ein. Während seines Studiums am Konservatorium trat Igor Manko mit dem Chor der Studierenden in Konzerten auf. Darunter war das Carl-Orff-Festival in Leipzig 1988. In den Jahren 1989, 1990 und 1991 war er bei der Internationalen Bachakademie Stuttgart und wurde von dem Leiter eines Symphonieorchesters auf dem Festival Europäisches Musikfest Stuttgart geschult.
1991 bis 1993 hat er im russischen staatlichen Fernseh- und Radiosender Choir gearbeitet. Seit 1993 arbeitet er als Chorleiter und Schauspieler in der Moskauer Neuen Oper. Während seiner künstlerischen Karriere hat Igor Manko mit vielen namhaften Dirigenten, Sängern und Musikern wie Jewgeni Kolobow, Jewgeni Swetlanow, Dmitri Chworostowski, Gennadi Roschdestwenski gearbeitet. Bei der Oper Tomorrowland arbeitete er mit dem Komponisten Andrew J. White, Produzenten Charles Stevens, Schauspielern Andrei Jegorow und Alexander Pjatkow zusammen.
Er nahm auch an Aufführungen mit Ballett-Nummern wie die Polowetzer Tänze und Carmina Burana mit dem Gediminas Taranda und in dem Stück O Mozart, Mozart von Wladimir Wassiliew teil. Im Jahr 1993 war er an der Neuen Oper Moskau an allen Produktionen des Theaters beteiligt. Als Chorleiter arbeitete an den Opern Dido und Aeneas, Die Zauberflöte, La Traviata, Lohengrin,. 2010 arbeitete er als Chorleiter an dem Projekt Simfomaniya von Dmitri Malikow, das für 45 Tage ganz Frankreich bereiste.
Igor Manko trat an Orten wie der Carnegie Hall, Avery Fisher Hall, Palais des Festivals et des Congrès, am Moskauer Konservatorium und im Moskauer Haus der Musik auf.
Manko ist seit 1991 mit Julija Witaljewna Dolgorukowa verheiratet.

### Öffentliche Aktivitäten
Er ist Mitglied der Arbeitsgruppe für Kultur der Moskauer Stadtduma. Er ist Vorstandsmitglied der internationalen Nicht-Regierungs-Organisation zur Förderung der Erhaltung der russischen Kultur. Er ist ein aktiver Führer der Gewerkschaft der Arbeiter an Theatern in Moskau.

### Diskografie
Audio-CD:
1. – Kantate für Chor und Orchester „St. Johannes von Damaskus“, Op. 1 (auch als „A Russian Requiem“ bekannt), Sergei Tanejew
2. – Opera Eugene Onegin, Pjotr Tschaikowski
3. – Requiem, Giuseppe Verdi
4. – Chor der Moskauer Theater Nowaja Opera

Video-DVD:
1. – Opera Eugen Onegin (Oper), Pjotr Tschaikowski
2. – Opera Rigoletto, Giuseppe Verdi
3. – „Bravissimo!“

## Anerkennung und Auszeichnungen
1998 gewann die Oper Eugen Onegin, an der die Igor Manko als Chorleiter und Schauspieler teilnahm den russischen „Solotaja Maska“ Preis beim National Theater Festival.